# Kjetil Knutsen
Kjetil Knutsen (ur. 2 października 1968 w Arnie) – norweski trener piłkarski, od 1 stycznia 2018 szkoleniowiec FK Bodø/Glimt.
Karierę trenerską rozpoczął w 1995 r. od pracy z juniorami TIL Hovding z Bergen. Po krótkim czasie został jednak szkoleniowcem 4-ligowej drużyny seniorskiej, z którą w 2002 r. awansował do II ligi. Po sezonie 2004 zrezygnował z funkcji. Następnie pracował w: SK Brann (jako koordynator), Fyllingen Fotball, FK Fyllingsdalen i Åsane Fotball. W styczniu 2017 r. został zatrudniony w Bodø/Glimt jako asystent Aasmunda Bjørkana, a 1 stycznia 2018 przejął funkcję pierwszego trenera tej drużyny, po tym jak Bjørkan został jej dyrektorem sportowym. Doprowadził Bodø/Glimt do największych sukcesów zarówno na krajowym podwórku, jak i w europejskich pucharach.

## Sukcesy

### Klubowe
- Wicemistrzostwo Norwegii: 2019, 2022[3]
- Mistrzostwo Norwegii: 2020[4]

### Indywidualne
- Trener sezonu Eliteserien: 2019[5]